# Northcliffe
Northcliffe è una città situata nell'area meridionale dell'Australia Occidentale, a circa 28 km a sud di Pemberton. Secondo un censimento del 2006, la città conta 412 abitanti.
Northcliffe è largamente circondata da foreste di marri, jarrah e karri (particolari specie di eucalipto) e si trova vicino ai parchi naturali di Warren, Shannon e D'Entrecasteaux. Principalmente è un centro agricolo, interessato al taglio degli alberi sia alla loro conservazione.
La città fu centro del Group Settlement Scheme negli anni Venti del Novecento, capolinea della ferrovia Bridgetown-Jarnadup e cominciò ad avere un giornale locale nel maggio del 1924. Il premier dello stato, James Mitchell, nel 1923 la chiamò così in onore a Lord Northcliffe, proprietario del The Times e del Daily Mail, due quotidiani celebri di Londra, scomparso nel 1922.

Nel febbraio del 2012 la città è stata colpita da un terribile incendio boschivo che ha costretto la maggior parte dei residenti ad abbandonare le loro abitazioni.